# Acquedotto romano di Caldaccoli
L'acquedotto romano di Caldaccoli è un acquedotto di epoca romana risalente al I secolo d.C. che portava l'acqua dalla sorgente termale della località di Caldaccoli, conosciuta col nome di calidae aquae, nei pressi di San Giuliano Terme, alle terme di Pisa, conosciute in età medioevale col nome di Bagni di Nerone.

## Storia e descrizione
La composizione dell'acquedotto era di tre strati, uno strato di due filari di laterizi, uno di tufo e l'altro di pietrame. Dell'acquedotto sono rimasti solo 8 archi e un angolo retto alto 5 metri. Altri resti tra cui pilastri e tubi in terracotta, sono disseminati lungo il percorso dai Monti Pisani fino alle terme di Pisa coprendo quasi 6 chilometri.
L'acqua scorreva sia in superficie, sul dosso degli archi, che in condutture sotterranee. Questo perché era necessario differenziare i due tipi di acqua da trasportare: in superficie l'acqua fredda mentre nel sottosuolo l'acqua calda della sorgente termale.

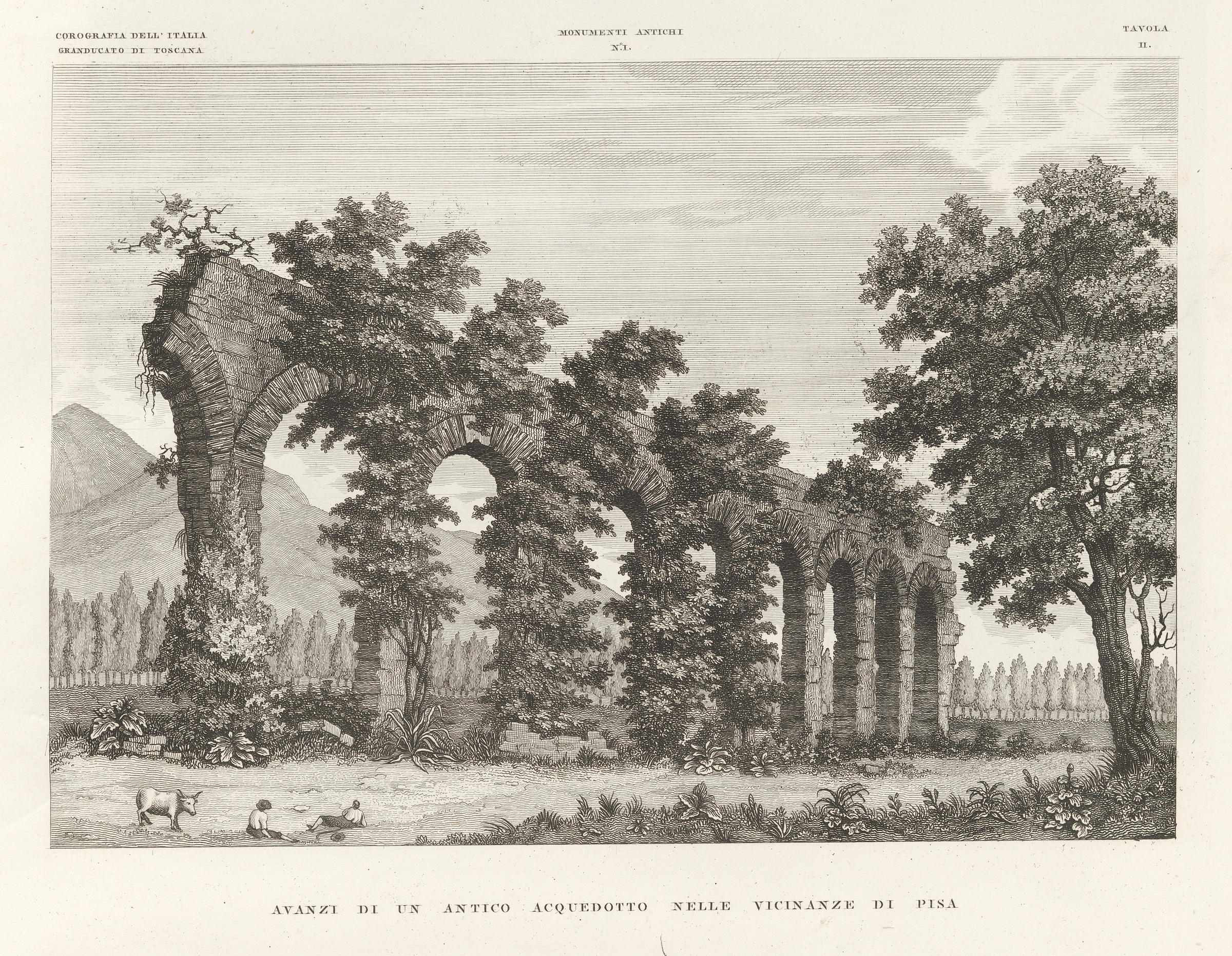
Illustrazione della meta del XIX secolo tratta dall'opera Atlante illustrativo di Attilio Zuccagni-Orlandini.

Il percorso doveva partire nei dintorni di Corliano (Conserva di Corliano), dove fu trovata un'iscrizione su una fistula (CIL XI 1433) la quale riporta la data di costruzione dell'acquedotto nel 92 d.C. da L.Venuleius Montanus, patrono della Colonia Pisana e console di Attidium (città romana nei pressi di Fabriano).
La condotta interrata, costituita da fistulae aquariae in terracotta smaltata e sostenuta da una base in muratura, scendeva dal monte costeggiandolo fino a Caldaccoli, qui l'acqua doveva essere convogliata in una grande vasca per poi essere incanalata sugli archi. Del primo tratto dell'acquedotto si nota ancora il resto di un pilastro con due archi mozzi disposti esattamente ad angolo retto, mentre continuando lungo il percorso in direzione sud si passa agli otto archi ancora in piedi. Successivamente, come descritto da Giovanni Targioni Tozzetti a metà XVIII secolo, erano presenti alcuni resti dei pilastri nel terreno fino al Fosso del Mulino (allora conosciuto come Fosso di Ripafratta), dopodiché altri pilastri continuavano in linea retta per poi perderne le tracce. L'acquedotto quindi, seguendo comunque gli assi dell'antica centuriazione nord-est/sud-ovest del contado, potrebbe aver curvato verso Pisa passando per Gello, dove infatti nel XVIII secolo furono ritrovati altri resti dei pilastri in località Campolungo, per poi terminare alle porte di Pisa poco prima di Porta a Lucca, dove potrebbe essere stata presente una costruzione adibita al controllo delle acque per la città, di cui gran parte sarebbe andata alle terme romane.
Non sono pervenute notizie riguardo alla sua dismissione, ma potrebbe essere stata causata dalle invasioni barbariche del V secolo e dal successivo crollo dell'Impero romano d'Occidente.
Gli unici resti più rilevanti sono tuttora in una proprietà privata.